# Escudo de la República del Congo
El escudo de armas de la República del Congo fue aprobado el 12 de agosto de 1963  y es obra del heraldista y vexilólogo suizo Louis Mühlemann.

## Blasonamiento y significación
Se trata de un escudo de oro con una faja ondulada de sinople; resaltando sobre el todo, un león de gules lampasado y armado de sinople, sosteniendo con la pata diestra una antorcha de sable encendida de gules. Por timbre, una «corona forestal» consistente en un aro de oro con el nombre oficial del estado en francés: RÉPUBLIQUE DU CONGO (República del Congo), en letras de gules; sobre troncos de oro, y un bonete de sinople. Como soportes, dos elefantes pasantes de sable, a ambos lados del escudo, sostenidos sobre un tronco de árbol de gules, de donde cuelga una cinta de oro con el lema nacional también en francés: "Unité, Travail, Progrès" ("Unidad, Trabajo, Progreso"), en letras de gules.
La banda ondulada representa el río Congo, que ha dado nombre al país. El león simboliza la nación congoleña, sosteniendo la antorcha de la libertad. La corona es un símbolo de soberanía, mientras que el tronco y el bonete de la corona aluden a la riqueza forestal del país. Los elefantes simbolizan la fuerza, la dignidad y la perseverancia. La corona fue diseñada especialmente para este escudo, y en el diseño originario estaba decorada con motivos tradicionales, que el Gobierno sustituyó por el nombre oficial del Estado.
Los esmaltes del escudo corresponden a los colores de la bandera nacional, con el añadido del sable, alusivo al África negra.

## Escudo de la República Popular del Congo
Este escudo de carácter socialista, era de forma circular, con dos palmas de sinople a ambos lados, una estrella de cinco picos de oro en el jefe y un martillo y una azada pasados en aspa a la punta, con una cinta de plata con el lema nacional en francés: TRAVAIL, DÉMOCRATIE, PAIX (“Trabajo, Democracia, Paz”), en letras de sable.
Estuvo vigente hasta el 10 de julio de 1992, cuando se volvió a adoptar el escudo de 1963.

## Sello de 1959-1963
Entre 1959 y 1963 la república autónoma y la independiente no tuvieron escudo oficial. La república autónoma dentro de la Unión Francesa había sido proclamada el 28 de noviembre de 1958. El 3 de noviembre de 1959, dos meses y medio después de la aprobación de la bandera, se estableció un sello de armas nacional que hizo las funciones de escudo de la república autónoma y, desde el 15 de agosto de 1960, también de la república independiente, hasta 1963. Este sello presentaba la figura de un personaje que parece simbolizar un legislador griego de perfil, mirando hacia la derecha del observador y sentado en el suelo, llevando en las manos unas tablas en donde está escrito el lema nacional: UNITÉ, TRAVAIL, PROGRÈS (“Unidad, Trabajo, Progreso”). Este sello se usaba siempre en blanco y negro o en líneas de tinta de un solo color (azul o rojo) casi siempre sobre papel blanco.